# Chaoborus ceratopogones
Chaoborus ceratopogones är en tvåvingeart som först beskrevs av Theobald 1903.  Chaoborus ceratopogones ingår i släktet Chaoborus och familjen tofsmyggor. Inga underarter finns listade i Catalogue of Life.